# Jednego serca
Jednego serca (albo zapisywane bez tytułu, jako Jednego serca! lub Sonet, [Jednego serca...]) – wiersz polskiego poety Adama Asnyka, będący sonetem, napisany w 1869 roku. To tęsknota jednej osoby za drugą, za bliskością (również fizyczną), miłością, oddaniem, wyrażona w formie niemal błagalnej modlitwy czy zaklinania. Emocjonalnie kończy się powątpiewaniem, czy owe prośby spełnią się, bo wydają się zbyt nierealne. To również tytuł utworu skomponowanego przez Czesława Niemena do słów Asnyka.

## Jednego serca (utwór Czesława Niemena)
Pieśń pochodzi z albumu Enigmatic nagranego w 1969 dla Polskich Nagrań Muza (nr kat. XL 0576) z udziałem zespołu nazywanego Enigmatic (choć to określenie odnosi się tylko do Niemena – Niemen Enigmatic) oraz z chórkami Niemena i Alibabek. Jest pierwszym utworem na stronie B ww. longplaya.

### Notowania
- Polski Top Wszech Czasów: 102[4].